# Île Laplace
Die Île Laplace ist eine kleine und felsige Insel vor der Küste des ostantarktischen Adélielands. Sie liegt 500 m westnordwestlich der Insel La Conchée und 12 km nördlich des Kap Mousse.
Teilnehmer einer von 1950 bis 1951 dauernden französischen Antarktisexpedition kartierten die Insel und benannten sie nach dem französischen Astronomen und Mathematiker Pierre-Simon Laplace (1794–1827).